# جياني بلوتيه
جياني بلوتيه (بالإيطالية: Giovanni Pelletier)‏ مواليد 11 أغسطس 1954 في روما، هو متسابق دراجات نارية إيطالي. نافس في سباقات بطولة العالم لفئة 500 سي سي ولفئة 350 سي سي ولفئة 50 سي سي.

## روابط خارجية
- جياني بلوتيه على موقع MotoGP.com (الإنجليزية)